# Роберт Борк
Роберт Херон Борк (англ. Robert Heron Bork; 1 березня 1927, Піттсбург, Пенсільванія — 19 грудня 2012, Арлінгтон, Вірджинія) — американський письменник, політик, юрист і правознавець.
У 1973 році він виконував обов'язки Генерального прокурора Сполучених Штатів.
У 1987 році Борк був висунутий президентом Рональдом Рейганом на посаду члена Верховного суду, але його кандидатура була відхилена Сенатом.

## Діяльність на посаді Генерального соліситора США
За спогадами Борка, коли він вступив на посаду Генерального соліситора США в 1973 році, в його офісі було 2000 справ, щодо яких мало бути рішення, чи повинен федеральний уряд подати апеляцію. Крім того, в 1973 році Офіс Генерального соліситора подав 1700 клопотань або позицій у справах, що стосувались федерального уряду. Борк знаходив обсяг роботи надмірним. Через такий обсяг роботи, зазначав Борк, було важко заглибитись в якусь одну справу. Крім того, на ранній стадії було важко визначити важливість справи. Із часом, стверджував Борк, йому вдалось так організувати роботу, що він міг читати всі подання, що йшли від Офісу Генерального соліситора.
На посаді Генерального соліситора Борк відзначився тим, що захищав право штатів впроваджувати смертну кару. Каплан охарактеризував Борка як адвоката юридичних поглядів адміністрації Ніксона, натякаючи, що між правовими принципами та політичною доцільністю, Борк часто обирав останню.  

## Цікаві факти
В англомовній пресі вживається термін «боркінг» (англ. borking), що означає процес копирсання опозицією та ЗМІ в брудній білизні кандидата на важливу посаду. Цей термін походить від прізвища Борк та пов’язаний із інцидентом невдалої номінації Рейганом Роберта Борка на посаду судді Верховного суду США.

## Праці Борка

### Вибрані книги
- «Антимонопольний парадокс» (англ. The Antitrust Paradox; 1978)
- «Спокуса для Америки» (англ. The Tempting of America; 1990)
- «Схиляючись над Гоморрою: сучасний лібералізм і занепад Америки» (англ. Slouching Towards Gomorrah: Modern Liberalism and American Decline; 1996)
- «Примушування до доброчесності: всесвітнє панування суддів» (англ. Coercing Virtue: The Worldwide Rule of Judges; 2003)
- «Країна, яку я не впізнаю: юридичний напад на американські цінності» (англ. A Country I Do Not Recognize: The Legal Assault on American Values; 2006)
- «Рятуючи справедливість: Вотергейт, різанина суботнього вечора та інші пригоди Генерального соліситора» (англ. Saving Justice: Watergate, the Saturday Night Massacre and Other Adventures of a Solicitor General; 2013) — видана посмертно

### Вибрані статті
- «Чому я за Ніксона» (англ. Why I Am For Nixon; 1968) — в журналі The New Republic
- «Сумнівна битва антимонопольного відділу» (англ. Antitrust in dubious battle; 1969) — в журналі Saint John's Law Review
- «Нейтральні принципи та деякі проблеми першої поправки» (англ. Neutral Principles and Some First Amendment Problems; 1971) — в журналі Indiana Law Journal
- «Проблеми та втіхи Генерального соліситора» (англ. The Problems and Pleasures of Being Solicitor General, 1972) — в журналі Antitrust Law Journal
- «Александер Бікел: Політичний філософ» (англ. Alexander M. Bickel, Political Philosopher, 1975) — в журналі The Supreme Court Review